# Ley de Referéndum
La Ley de Referéndum (1945) fou una de les vuit Lleis Fonamentals del franquisme, i en ella s'establia la possibilitat de fer consultes generals per aprovar lleis importants o que tinguin una opinió pública dividida.
La llei fou aprovada el 22 d'octubre de 1945, ampliada per la Ley de Sucesión en la Jefatura del Estado de 26 de juliol de 1947, per quant feia obligatòria la celebració de referèndum per modificar les Lleis Fonamentals i, refosa pel Decret 779/1967, de 20 d'abril de 1967.
Aquest text normatiu, de tan sols tres articles, deixa la decisió per convocar referèndum al Cap de l'Estat, estableix en 21 anys l'edat per poder votar i atorga al govern la facultat d'establir el cens electoral.